# Distretto di Shibei
Il distretto di Shibei (市北区S, Shìběi QūP) è un distretto della Cina, situato nella provincia dello Shandong e amministrato dalla prefettura di Tsingtao.